# Шарлота Скот
Шарлота Ангас Скот (8. јун 1858, Линколн, Енглеска - 10. новембар 1931, Кембриџ, Енглеска) је била Британски математичар која је направила каријеру у САД и имала је утицај на развој америчке математике, укључујући математичку едукацију жена. Скотова је имала важну улогу у мењању чувеног завршног испита на Универзитету Кембриџ.

## Детињство и младост
Била је друго од седморо деце Кејлеба Скота, министра Конгрегационалне Цркве, и Елизе Ексли Скот. Школовала се на Гиртон Колеџу, Кембриџ, на буџету од 1876. до 1880. године, након чега је тамо предвала математику до 1884. године. Она је 1885. постала једна од првих британских жена са докторатом. Свој докторски рад је радила са својим ментором Артуром Кејлијем. На Универзитету Кембриџ, пошто Кембриџ није издавао дипломе женама до 1948, Скотова је дипломирала (1882) и докторирала (1885) на Универзитету у Лондону кроз ванредне испите.

## Полагање испита
Скотова је 1880. добила посебну дозволу да полаже завршне испите на Кембриџу, посто женама иначе није било дозвољено да полажу. Била је осма од свих студената на испиту, али због њеног пола титула "осмог најбољег" је званично додељена мушком студенту. На церемонији, након што је седми био проглашен, сви студенти у публици су викали њено име.
Пошто није могла да присуствује церемонији доделе награда, Скотова је прославила свој успех на Гиртон колеџу где су јој аплаудирали за вечером, такође је одржана специјална вечерна церемонија, где су студенти певали "Види освајачког хероја како долази", добила је оду коју је написао неко од послуге, и билa је крунисана лауреатима.
После овог догађаја женама је било дозбољено да званично полажу испит и да њихови резултати буду приказани, мада су били одвојени од резултата мушких учесника, па зато и нису били уписани на ранг-листи. Жене које су имале довољан број поена добијале су посебан сертификат уместо дипломе за основне студије.1922, Џејмс Харкнес рекао је да је њен успех обележио "прекретницу у Енглеској од теоретског феминизма Мила и других до практичне едукације и политичких напредака садшњице".

## Посао
Након пресељења у САД 1885. постала је један од осам асистената за математику на Брин-Мар колеџу и професор од 1888. до 1917. Била је први математичар на Брин-Мар колеџу и била је главна у првом одбору. У овом периоду она је руководила докторским тезама многих женских математичара.Од девет жена које су добиле докторат у 19. веку, три су радиле са Скотовом.
Њена специјалност у математици била је проучавање специфичних алгебарских кривих степена већег од два. Њена књига Увод у одређене модерне идеје и методе у аналитичкој геометрији у равни. Објављена је 1884. и поново штампана 30 година касније.Скотова је била једна од првих писаца књига на Енглеском језику која је била "свесна разлике између генералног принципа и одређеног примера".Одиграла је важну улогу у транзицији на начин доказивања апстрактне математике 20. века.
Она је 1894. постала прва жена која се учланила у Њујоршко Математичко Друштво, које је касније постало Америчко Математичко Друштво. Била је прва жена на првом већу Америчког Математичког Друштва 1894, и добила је acclaimed review од Друштва 1896. Такође јој се приписује да је написала прво математичко истраживање у САД које је било препознато у Европи, ”Доказ Нетерове основне теореме”. Била је једна од четири жене која је присуствовала првом Међународном конгресу математичара у Цириху 1897, остале три биле су Игинија Масарини, Вeра вон Шиф и Шарлота Ведел. 1906. године Скотова је постала потпредседница Америчког Математичког Друштва.

## Жене у математици
Скотова је одржавала мишљење да је лични конзерватизам обавезан за промоцију едукације жена и политичке једнакости. Она се противила пушењу и шминкању, иако је скраћивала косу пре одласка на Брин-Мар (Кратка коса је била контроверзна чак и у 1920-им). Овакав поглед је такође имало друштво на раном Гиртом Колеџу, јер би жене без пратње на Кембриџу биле убачене у Spinning House, посебан затвор за проститутке и оне за које се сумња да се баве проституцијом.
Подржавала је ригорозност у женским одељењима, написавши и писмо председнику Брин-Мара Марти Кејри Томас.

## Препознавање
Веће Универзитета Кембриџ дозволило је употребу њеног имена за обележавање физичког својства у Северозападном Кембриџу 2016. године.

## Каснији живот
Скотова је оболела од акутног реуматодиног артритиса 1906. године, који је заједно са њеним ослабљеним слухом, ометао њен рад. Након саветовања са лекаром, који ју је саветовао да ради вежбе напољу. Скотова почиње са баштованством и открива нову врсту хризaнтема. Престала је са радом 1924. али је остала још једну годину у Брин-Мару да помогне свом осмом студенту да заврши своју докторску дисертацију пре него сто је отишла у Кембриџ.
Умрла је 10. новембра 1931. и сахрањена је на Асеншн Периш гроблју на Кембриџу у гробу своје рођаке Елизе Невин.

## Публикације
Scott, Charlotte A. (1894) An Introductory Account of Certain Modern Ideas and Methods in Plane Analytical Geometry Macmillan.